# NGC 5402
NGC 5402 је спирална галаксија у сазвежђу Велики медвед која се налази на NGC листи објеката дубоког неба.
Деклинација објекта је + 59° 48' 52" а ректасцензија 13h 58m 16,5s. Привидна величина (магнитуда) објекта NGC 5402 износи 13,8 а фотографска магнитуда 14,7. NGC 5402 је још познат и под ознакама UGC 8903, MCG 10-20-54, CGCG 295-29, IRAS 13566+6003, PGC 49712.